# 丹尼尔·索尔登
丹尼尔·伊索姆·索尔登（英語：Daniel Isom Sultan，1885年12月9日—1947年1月14日），美国工程兵将领，第二次世界大战时期任美国驻中缅印战区的副指挥官，主要负责滇缅公路的补给运输。1944年10月接替阿尔伯特·魏德迈出任战区总指挥官。

## 生平
1885年，出生于密西西比州牛津。1907年，毕业于西点军校。1910年，毕业于工程兵学校。
1912年，派驻菲律宾。1919年，派驻德国。1922年，毕业于指挥和参谋学院。1926年，毕业于美国陆军军事学院。1930年，晋升陆军中校。1935年，晋升陆军上校。1936年，派驻夏威夷。
1943年，派驻中印缅战区。1944年，晋升陆军中将。1944年，回美。1947年，去世。